# Roland TR-909
De TR-909 is een van de klassieke (deels) analoge drumcomputers van Roland uit 1983.

## Geschiedenis
Bij zijn introductie was de TR-909 niet bijzonder geliefd, net als zijn verre neef, de TB-303, omdat muzikanten naar natuurlijk klinkende klanken van akoestische drums verlangden en niet warm liepen voor de kunstmatige geluiden die de TR-909 voortbracht.
Onder dancemuzikanten raakte de TR-909 wel in zwang. De droge, harde bass drum van de TR-909 werd het kenmerkende geluid van de acid, de house, techno en andere elektronische dancemuziek in de jaren 1990. De TR-909 gebruikt analoge klankopwekking voor de meeste instrumenten (de klap, de bass drum, de toms, de snare drum) en korte 6 bit samples voor de hihats en de bekkens.
Hoewel de TR-909 net als de TR-808 al jaren uit productie is, is het nog steeds een zeer gewild instrument. Vaak wisselen ze tweedehands dan ook voor hoge en stijgende verzamelaarsprijzen van eigenaar. In de moderne popmuziek zijn de snare drum, de hihats en de overbekende bass drum niet meer weg te denken, waarbij er tegenwoordig echter vaak gebruik wordt gemaakt van samples en niet van het originele geluid.

### Nieuwe uitvoeringen
In 2014 bracht Roland de TR-8 uit. Dit model is onderdeel van de Aira-reeks en bootst de klanken van de TR-808 en de TR-909 drumcomputers na via samples en modellering.
Op 9 september 2016, ruim dertig jaar na de introductie van de TR-909, riep Roland deze dag uit tot 909 Day. Tijdens een gehouden evenement werden ruim dertig nieuwe instrumenten gepresenteerd, waaronder de TR-09. De TR-09 is een imitatie van de oorspronkelijke TR-909 en bevat onder andere analoge circuit-modellering, biedt vier gescheiden audiokanalen via USB en werkt ook op batterijen.

## Mogelijkheden
De TR-909 heeft zijn eigen sequencer en beschikt over een van de eerste implementaties van de MIDI-interface.
De 16-stappen sequencer is een kenmerkend deel van de TR-909. Er zijn zestien knoppen aan de onderkant van het apparaat die corresponderen met elke zestiende noot in een vierkwartsmaat. Wanneer bijvoorbeeld de knoppen 1, 5, 9 en 13 van een bass drum-klank worden ingedrukt, dan krijgt men een typisch patroon uit veel bekende muziek. Meerdere patronen kunnen gegroepeerd of gecombineerd worden, zodat er ook langere drumpatronen te maken zijn dan slechts een maat. In totaal kunnen er 96 patronen worden gecombineerd tot 896 maten. Wanneer de sequencer actief is, herhaalt zich een doorlopend licht van stap 1 naar stap 16.

### De klanken
- Bass drum
- Snare drum
- Low tom
- Mid tom
- Hi tom
- Rim shot
- Hand clap
- (Open & closed) hihat
- Crash
- Ride

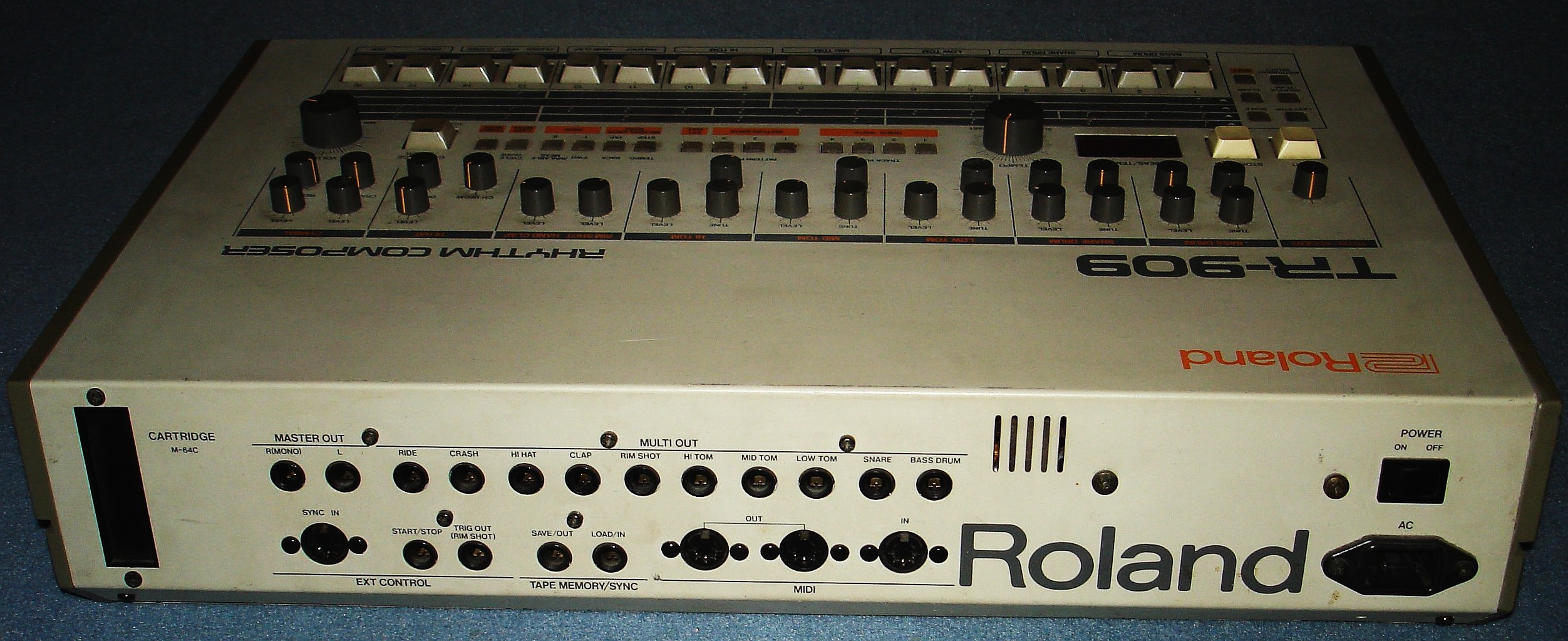
Achterkant van de TR-909

De hihats zijn 6 bit-samples en bestaan uit een open of gesloten hihat, waarvan er maar een tegelijk kan worden afgespeeld. De cimbalen zijn ook 6 bit-samples en kan bestaan uit een 'ride' of 'crash'.
Alle andere geluiden worden opgewekt vanuit een oscillator, met een filter en een ADSR-circuit. Hiervan kunnen bij de geluiden de pitch, attack en decay aan worden gepast.
De sequencer in de TR-909 lijkt veel op de sequencer die ook in de Roland JX-3P synthesizer zit. Het betreft een poly-rhythm-sequencer, waarmee meerdere klanken tegelijk kunnen worden getriggerd (akkoord) in een ander MIDI-apparaat. In deze sequencer zit net als in het drum-sequencer gedeelte een flame en accent en men kan net als in de ritmesectie een shuffle instellen. De triggers zijn kort en daardoor ongeschikt voor strijkersklanken. Het triggeren van bijvoorbeeld oude samplers (Akai S612), dat in die tijd veel werd gedaan, kan men instellen zodat de TR-909 de gehele sample afspeelt.
Doordat de triggers kort zijn, krijgt men een apart geluid die stabs worden genoemd. In OS-versie MK1 zit een bug waardoor men geen twee MIDI-uitgangen tegelijk kan gebruiken.

## Bekende gebruikers
De TR-909 werd onder andere gebruikt door Phil Collins, Skinny Puppy, Aphex Twin, Daft Punk, Fatboy Slim, Moby, The Prodigy, Benny Benassi, Radiohead, Underworld en Jeff Mills.

## Andere modellen
Andere analoge drumcomputers van Roland uit die tijd zijn:
- CR-78 (feitelijk de voorloper van de TR-808)
- TR-808 (de analoge 'tegenhanger' van de TR-909)
- TR-606 (het kleine broertje van de TR-808)

Latere digitale modellen zijn:
- TR-707 (1985)
- TR-727 (1985)
- TR-505 (1986)
- TR-626 (1987)
- Aira TR-8 (2014), gebaseerd op drumklanken uit de TR-808 en TR-909.[6]

## Klonen
Fabrikanten die gelijkwaardige instrumenten hebben ontwikkeld zijn de analoge drummachines van Jomox, de virtueel analoge Drumstation van Novation of de plug-in-versie Drumazon van D16 Group.